# HD 98800
HD 98800 (TV Crateris / TV Crt / TWA 4) és un sistema estel·lar múltiple de magnitud aparent +9,11. S'hi troba en la constel·lació de la Copa a aproximadament 150 anys llum de distància, i pertany a l'Associació estel·lar de TW Hydrae. L'edat d'HD 98800 s'estima en uns 10 milions d'anys, i és també una estrella variable RS Canum Venaticorum.

## Sistema estel·lar
El sistema consisteix en quatreestrelles T Tauri de tipus espectral K que formen dos sistemes binaris, denominats HD 98800 A i HD 98800 B, separats entre si 50 ua. Al voltant d'HD 98800 B s'ha descobert un disc protoplanetari, mentre que sembla no existir un disc similar entorn de l'altre parell estel·lar.

## HD 98800 B

### Disc protoplanetari
Amb l'ajut del Telescopi Espacial Spitzer s'ha descobert que el disc consisteix en dues zones diferenciades. Un cinturó exterior s'estén a unes 5,9 ua del centre del sistema, gairebé la mateixa distància que hi ha entre Júpiter i el Sol. Els científics suposen que aquest cinturó està format per cometes i asteroides. Un cinturó interior s'hi troba a una distància entre 1,5 i 2 ua del centre de masses i hom pensa que probablement està format per petits grans.

### Possible planeta
Encara que la divisió del disc protoplanetari habitualment es deu a la formació de planetes extrasolars, en aquest cas l'acció gravitatòria del veí HD 98800 A fa que les partícules de pols estiguin subjectes a forces complexes que varien al llarg del temps, per la qual cosa l'existència d'un planeta extrasolar és especulativa. La pols generada per la col·lisió d'objectes rocosos en el cinturó exterior hauria d'emigrar cap al cinturó intern. No obstant això, en el cas d'HD 98800 B, les partícules de pols no omplen uniformement el disc intern segons s'esperava, cosa que pot deure's a l'existència de planetes o bé a la influència gravitatòria que exerceix l'altre parell estel·lar des de la distància de 50 UA.